# 大都會傳奇
是一部1989年的多段式電影，本片以紐約市為主題的三段短片所組成。
第一段是「Life Lessons」，由馬田·史高西斯執導，編劇是理查德·普萊斯及主演是尼克·諾特。第二段是「Life Without Zoë」，由法蘭斯·哥普拉執導，編劇是哥普拉和他的女兒蘇菲亞·哥普拉。最後一段是「Oedipus Wrecks」，導演、編劇及主演都是活地·亞倫。
本片於第42屆坎城影展被選為競賽電影。

## 劇情

### Life Lessons
故事鬆散地改編自費奧多爾·杜斯妥也夫斯基的短篇小說《賭徒》，尼克·諾特扮演著名抽象藝術家Lionel Dobie，他發現在自己新作品的大型畫展開始前的幾天無法畫畫。羅珊娜·艾奎特飾演的Paulette，是他的學徒/助手和前情人。Lionel仍然迷戀她，但Paulette只想要他的指導，因為他們住在同一個工作室閣樓，這使得事情變得困難。Paulette與其他人約會，包括表演藝術家（史提夫·布斯美 飾演）和畫家（傑西·波瑞戈 飾演）。
這些Paulette的故意挑釁令Lionel瘋狂妒忌，並激發他的創造力。Lionel和Paulette已經相互利用：Lionel利用她的性感，Paulette利用他作為進入紐約社會和藝術界上層的手段。Paulette想放棄並回父母的家，但是Lionel說服她留下，因為紐約是一個畫家需要的地方。
Lionel把他的焦慮和受壓抑的熱情投入到他的作品中。工作室周圍的繪畫展現了關聯過去的視覺隱喻：暴風雨的天空、燃燒的橋樑和受折磨的小丑。Lionel意識到，他需要他消極關係的情緒紛亂來激發他的藝術。在最後一幕的藝術展上，Lionel遇見了另一個有吸引力的年輕女子，她是一名艱難謀生的畫家。他說服她成為他的助手，成為有可能的愛人，重新開始這個循環。

### Life without Zoë
Zoë（希瑟·麥克科姆 飾演）是一位住在奢華酒店的女學生。她幫助將一件已給Zoë父親（吉安卡羅·吉安尼尼 飾演）而後來被偷走並找回的寶貴珠寶，歸還給一位阿拉伯王妃。Zoë試圖調解她的離婚攝影師母親（泰莉亞·雪爾 飾演）和長笛獨奏者父親。

### Oedipus Wrecks
紐約律師Sheldon Mills（活地·亞倫 飾演）與他過分挑剔的母親Sadie Millstein（梅·奎斯泰爾 飾演）發生問題。Sheldon不斷向他的心理治療師抱怨她，大聲說希望她會消失。Sheldon帶他的非猶太未婚妻Lisa（美雅·花露 飾演）會見母親，她立即使他感到尷尬。他們三人，以及來自上一段婚姻的Lisa的孩子們都去參加魔術表演。他的母親被邀請到舞台上成為魔術師表演的一部分。她被放在一個盒子裡，裡面塞滿了劍，就像被期待的那樣消失，但她後來沒有再出現了。
儘管起初他非常憤怒，但對於Sheldon來說，這樣發展是件好事，因為她離開了他的生活，他終於可以放鬆下來。但不久，他驚恐地發現，他的母親在紐約市的天空重現。她開始煩擾Sheldon和Lisa（整個城市現在正在觀看著），不斷地與陌生人談論關於他最尷尬的時刻。這使他與離開他的Lisa的關係變得緊張。Sheldon被他的精神科醫生說服去看一名有特異功能的Treva（朱莉·凱夫納 飾演），試圖把他的母親帶回現實。Treva的實驗失敗了，但是Sheldon迷戀她，也許發現她和他母親非常相似（詳見戀母情結）。當他向母親介紹Treva時，她終於滿意並返到地球了。

## 演員
| - 尼克·諾特 飾 Lionel Dobie - 羅珊娜·艾奎特 飾 Paulette - 史提夫·布斯美 飾 Gregory Stark - 傑西·波瑞戈 飾 Reuben Toro - 彼得·蓋布瑞爾 飾 他自己 - 伊利娜·道格拉斯 飾 Paulette的朋友 - 黛比·哈利 飾 Blind alley girl | - 希瑟·麥克科姆 飾 Zoë - 泰莉亞·雪爾 飾 Charlotte - 吉安卡羅·吉安尼尼 飾 Claudio - 唐·諾維羅 飾 Hector - 艾哲倫·保迪 飾 Mel - 克里斯·埃利奧特 飾 搶劫犯 - 卡邁·哥普拉 飾 街頭音樂家 - 卡洛·波桂 飾 Soraya王妃 | - 活地·亞倫 飾 Sheldon - 梅·奎斯泰爾 飾 母親 - 美雅·花露 飾 Lisa - 朱莉·凱夫納 飾 Treva - 喬治·辛德勒 飾 Shandu the Magician - 拉里·大衛 飾 電影院經理 - 邁克·史塔爾 飾 Hardhat - 艾拉·惠勒 飾 Mr. Bates |

## 外部連結
- 互联网电影数据库（IMDb）上《大都會傳奇》的资料（英文）
- Box Office Mojo上《New York Stories》的資料（英文）
- 爛番茄上《New York Stories》的資料（英文）